# Robin Benzing
Robin Clemens Benzing (* 25. Januar 1989 in Seeheim-Jugenheim) ist ein deutscher Basketballspieler.

## Laufbahn

### Spieler
Benzing spielte Handball, dann Tennis und schließlich Basketball in einer Schul-AG. Seine basketballerische Karriere begann er ebenso wie Johannes Herber beim SC Bergstraße. Später wechselte er zum TV Langen und schaffte dort 2006 den Sprung in den Zweitligakader. Benzing bekleidet die Position des Small Forwards, kann aufgrund seiner Größe von 2,10 m aber auch Power Forward spielen.
Anfang der Saison 2008/09 stand Benzing vor einem Wechsel an die University of Michigan. Dieser wurde aufgrund der NCAA-Regeln, die eine einjährige Pause vorgeschrieben hätten, nicht vollzogen. 2009 wurde er vom Bundesligaverein Ratiopharm Ulm verpflichtet und erhielt unter Trainer Mike Taylor als junger Spieler viel Einsatzzeit. In der BBL-Saison 2010/11 war Benzing in Ulmer Diensten mit 15,1 Punkten im Schnitt der beste deutsche Werfer. Nach dem Ende der Spielzeit meldete er sich zum NBA-Draft 2011 an, bei dem er allerdings nicht ausgewählt wurde, was er als große Enttäuschung empfand.
Zur Spielzeit 2011/12 wechselte er innerhalb der Liga zu Aufsteiger FC Bayern München, mit dem er in der Saison 2013/14 Deutscher Meister wurde. Nach der verpassten Titelverteidigung 2015 gab Benzing bekannt, den Club zu verlassen. Er wechselte anschließend nach Spanien zu Erstligist CAI Zaragoza.
Nachdem Benzing im Sommer 2017 lange vertraglos geblieben war und mit der Nationalmannschaft das Viertelfinale bei der Europameisterschaftsendrunde in Istanbul erreicht hatte, unterschrieb er kurz vor Saisonbeginn schließlich einen Dreijahresvertrag bei s.Oliver Würzburg. Mit 17,2 Punkten pro Spiel war er im Spieljahr 2017/18 bester Korbschütze der Würzburger. Anschließend verließ er auf eigenen Wunsch den Verein, Anfang September 2018 wechselte er zur türkischen Spitzenmannschaft Beşiktaş Istanbul. Für Beşiktaş erzielte er in der 2018/19er Hauptrunde der türkischen Liga im Schnitt 9,1 Punkte sowie 2,7 Rebounds je Begegnung.
Im Juli 2019 kehrte er nach Spanien und nach Zaragoza zurück. Im Sommer 2021 wechselte Benzing zu Fortitudo Bologna in die italienische Serie A. Für Bologna bestritt er 33 Ligaspiele, in denen er im Mittel 12,4 Punkte je Begegnung erzielte. Ende November 2022 vermeldete Club Atlético Peñarol aus Uruguay Benzing als Neuzugang.
Im Sommer 2023 nahm er als Gasttrainer an einem Gemeinschaftslehrgang der deutschen U15- und U16-Nationalmannschaften teil. Zur Spielzeit 2023/24 wechselte Benzing zum Zweitligisten Gießen 46ers.

### Nationalmannschaft
Benzing nahm mit den deutschen Jugendauswahlmannschaften an mehreren Meisterschaften teil, nämlich U16-EM 2005 (B-Gruppe), U18-EM 2006 und 2007, U20-EM 2008 (B-Gruppe) und 2009. Bei der U20-EM 2009 war Benzing mit einem Punkteschnitt von 22,2 pro Partie bester Werfer des Turniers.
Im August 2009 feierte Benzing sein Debüt in der deutschen A-Nationalmannschaft. Er gehörte zum deutschen Aufgebot für die Europameisterschaften 2009, 2011, 2013, 2015 und 2017 sowie die Weltmeisterschaft 2010. Bei der Europameisterschaft 2017 führte er die deutsche Auswahl als Kapitän aufs Parkett und erreichte das Viertelfinale. In der Liste der Rekordnationalspieler und -punktesammler befindet sich Benzing jeweils unter den ersten 20.
Bei der Weltmeisterschaft 2019 in China erzielte Benzing im Turnierverlauf 8,0 Punkte je Begegnung, bei den 2021 ausgetragenen Olympischen Sommerspielen 2020 brachte er es auf drei Einsätze und 0,7 Punkte pro Spiel.

### Trainer
2025 wurde Benzing Assistenztrainer der deutschen U20-Nationalmannschaft.

## Erfolge
- U16 Deutscher Jugendmeister (2005)[27]
- U18 Deutscher Jugendmeister (2006)
- U16-Nationalspieler
- U18-Nationalspieler
- U20-Nationalspieler (2007, 2008, 2009)
- Pro A – Nachwuchsspieler des Monats Februar (2008)
- Pro A – Nachwuchsspieler des Monats November (2008)[28]
- Berufung in die A-Nationalmannschaft (2009)
- Deutscher Meister 2014

## Familie
Auch sein älterer Bruder Moritz sowie seine ältere Schwester Lisa sowie sein Zwillingsbruder Marian spielten Basketball. Die Benzing-Zwillinge standen als Jugendliche gemeinsam in der Auswahl des Hessischen Basketball-Verbands. Seine Mutter war Ruderin, sein Vater betrieb Schwimmen und Volleyball.